# Punta dell'Acquabella
Punta dell’Acquabella o Punta Acquabella è una riserva naturale situata a contrada San Donato nel comune di Ortona, composta da un promontorio e da una spiaggia antistante lo stesso che occupa un'area costiera di circa 100 metri. Istituita nel 30 marzo 2007, essa si estende per circa 28 ettari con a nord il porto di Ortona e a sud San Vito Chietino, facente parte della Costa dei Trabocchi. La spiaggia è caratterizzata da sabbia e ciottoli e da un'acqua particolarmente limpida, da cui il nome "Acquabella". Nel 2016 insieme al litorale limitrofo situato più a nord Punta Ferruccio, la falesia che compone e caratterizza la zona è soggetta a frane e smontamenti che ne hanno impedito l'accesso.
La zona è caratterizzata da una ricca flora e fauna. Vi sono presenti molteplici specie vegetali selvatiche con macchie di pino d'Aleppo verso il mare insieme a vaste zone coltivate nell'entroterra composte da uliveti, frutteti e vigneti del tipo trebbiano e montepulciano con coltivazioni di piccoli orti agricoli. La fauna è composta da volatili caratteristici della macchia mediterranea come i gabbiani. Nella zona del promontorio dell'interno, vi sono dei ruderi di un borgo abitato da circa dieci complessi famigliari dediti all'attività di pesca fino agli anni 70, per poi venire abbandonato. Storicamente era approdo dei pirati turchi.
Infatti nel XVI secolo il viceré di Napoli fece realizzare delle torri costiere nel Regno di Napoli e alla foce del fiume in Acquabella fu costruita la Torre del Moro, oggi diroccata e in ruderi.
Nei pressi della foce del fiume Moro si trovano i ruderi della torre di guardia del Moro (XVI secolo), più all'interno nella campagna i resti della basilica longobarda di San Marco (IX secolo), di cui restano le mura e la divisione delle colonne in tre navate. Nelle vicinanze si trova anche l'ingresso al Cimitero di Guerra Canadese (Moro River Canadian War Cemetery), con i resti dei soldati alleati impegnati contro i tedeschi nella battaglia di Ortona del 20-28 dicembre 1943.